# 1740 Paavo Nurmi
Az 1740 Paavo Nurmi (ideiglenes jelöléssel 1939 UA) a Naprendszer kisbolygóövében található aszteroida. Yrjö Väisälä fedezte fel 1939. október 18-án, Turkuban.
Nevét Paavo Nurmi (1897–1973) olimpiai bajnok finn hosszútávfutóról kapta.